# Euchaeta plana
Euchaeta plana är en kräftdjursart som beskrevs av Tamezo Mori botanist  1937. Euchaeta plana ingår i släktet Euchaeta och familjen Euchaetidae. Inga underarter finns listade i Catalogue of Life.